# Eduardo Mario Acevedo
Eduardo Mario Acevedo (Montevideo, 25 de setembre de 1959) és un exfutbolista professional i entrenador de futbol uruguaià. Va jugar a la posició de defensa a la selecció de futbol de l'Uruguai durant la Copa del Món de futbol de 1986.
El 2009 va ser entrenador del Club Nacional de Football, de la primera divisió uruguaiana. Actualment, es troba sense club.

## Internacional
Va ser internacional amb la Selecció de l'Uruguai un total de 42 partits, marcant 1 gol. Va guanyar la Copa d'Amèrica de 1983 i va formar part de l'equip uruguaià que va disputar la Copa del Món de futbol de 1986.